# منفذ الشيب الحدودي
منفذ الشيب الحدودي هو منفذ حدودي بري للعراق مع إيران ويقع في محافظة ميسان ، حيث تدخل المئات من الشاحنات المحملة بالبضائع والسلع إلى ميسان يومياً عبر هذا المنفذ إضافة إلى الزوار الإيرانيين القادمين لزيارة العتبات المقدسة في العراق.